# Куно III фон Дипхолц
Куно III фон Дипхолц или Конрад фон Дипхолц (на немски: Cuno III von Diepholz/ Konrad von Diepholz; † 1233) е господар на Дипхолц.

## Произход
Той е син на господар Готшалк I фон Дипхолц (III) († сл. 1205/1207). Брат е на Вилхелм I фон Дипхолц († 12 май 1242), епископ на Минден, на Йохан фон Дипхолц († 13 януари 1253), от 1242 г. епископ на Минден, архиепископ на Бремен (1241 – 1253), и на Рудолф I († сл. 1242) и Готшалк II († сл. 1240/1242).

## Фамилия
Куно III фон Дипхолц се жени за Юта († сл. 1233 или сл. 1239). Те имат децата:
- Йохан I († сл. 1265), женен за графиня Хедвиг фон Роден († сл. 1246)
- Куно IV фон Дипхолцен († ок. 1256)
- Куно или Конрад († 7 март 1266), епископ на Минден (1261 – 1266)
- дъщеря, омъжена за Хайнрих фон Фербер († сл. 1239)
- дъщеря († сл. 1233, омъжена за Хайнрих II фон Бруххаузен († сл. 1250), син на граф Хайнрих I фон Бруххаузен († сл. 1202)
- два сина († сл. 1239)